# Арык (Кировская область)
Ары́к — деревня в Малмыжском районе Кировской области. Административный центр Арыкского сельского поселения.

## География
Деревня расположена на реке Арык, на расстоянии 11 км от посёлка Малмыж, административного центра района. Абсолютная высота над уровнем моря — 105 м.

## Население
| 2010 |
| ---- |
| 322  |

## Улицы
- ул. Молодёжная,
- ул. Труда,
- ул. Школьная.